# Contea di Kent (Australia)
La contea di Kent è una delle undici Local Government Areas che si trovano nella regione di Great Southern, in Australia Occidentale. Essa si estende su di una superficie di circa 6.552 chilometri quadrati ed ha una popolazione di 634 abitanti.